# I Choose
Singles de The Offspring
The Meaning of Life
(1997) Pretty Fly (for a White Guy)
(1998)
I Choose est la 8e piste de l'album Ixnay on the Hombre sorti en 1997 du groupe punk rock californien The Offspring et dure 3 min 55. Ce fut aussi le 4e single et dernier single de l'album mais n'a pas eu le succès escompté puisque le groupe a oublié de l'inclure sur leur Greatest Hits sorti en juin 2005 ; cette chanson est du funk optimiste selon Jesus Llorente qui a écrit une biographie du groupe.
Le début et la fin de la chanson parlent du suicide d'une personne qui saute d'une falaise ; elle entend les cris de sa mère mais cela ne change rien puisqu'elle peut rien y faire. La personne dit que la vue est si belle tout au long de la descente ; puis cette personne se souvient de sa vie en disant par exemple que quand il était enfant il pensait que les perceptions étaient réelles, cependant elle déclare ne rien savoir du tout. Lors de ce « grand saut » la personne semble « gonfler » mais elle s'en fout puisqu'elle rit. Puis elle se souvient de son adolescence buvant de la gnôle avec d'autres personnes en se demandant qui allait vivre jusqu'à 21 ans. Ces autres personnes selon le morceau n'ont pas tenu jusqu'à cet âge. Une autre personne semble rester aux côtés du personnage principal de la chanson.
Enfin la fin de la chanson qui reprend le thème du début de la chanson dit que la personne continue de tomber dans le vide regardant derrière elle (sa mère lui semble toute petite); elle se compare à De Niro et ne saura jamais quand elle va heurter le sol.
Il y eut un clip de réalisé pour ce morceau : il a été dirigé par Dexter Holland lui-même. La vidéo prend place dans un aéroport où les membres du groupe se trouvent dans un taxi. Tandis que les personnes dansent un garçon se fait arrêter et quand on vérifie le contenu de ses affaires les gardes voient ou entendent un bruit de réveil. Pensant qu'il s'agit d'une bombe un garde de sécurité le chasse et ouvre son sac pour ne trouver finalement qu'un collier horloge de Flava Flav. Ce court métrage est à comparer avec le court métrage du groupe se faisant des farces entre eux (telle que Noddles qui joue le solo de guitare sur une espèce de poulie qui tourne) et jouant dans un endroit complètement différent où le vent souffle sur leur matériel.
Dans leur DVD paru sur leur Greatest Hits, le groupe rit de l'idée d'avoir fait un clip comme ça avec le sérieux de la sécurité dans les aéroports. Ils considèrent ce clip comme un des meilleurs qu'ils aient jamais faits.